# 欧夏至草
欧夏至草（学名：Marrubium vulgare）为唇形科欧夏至草属下的一个种。